# Arthur Trebitsch

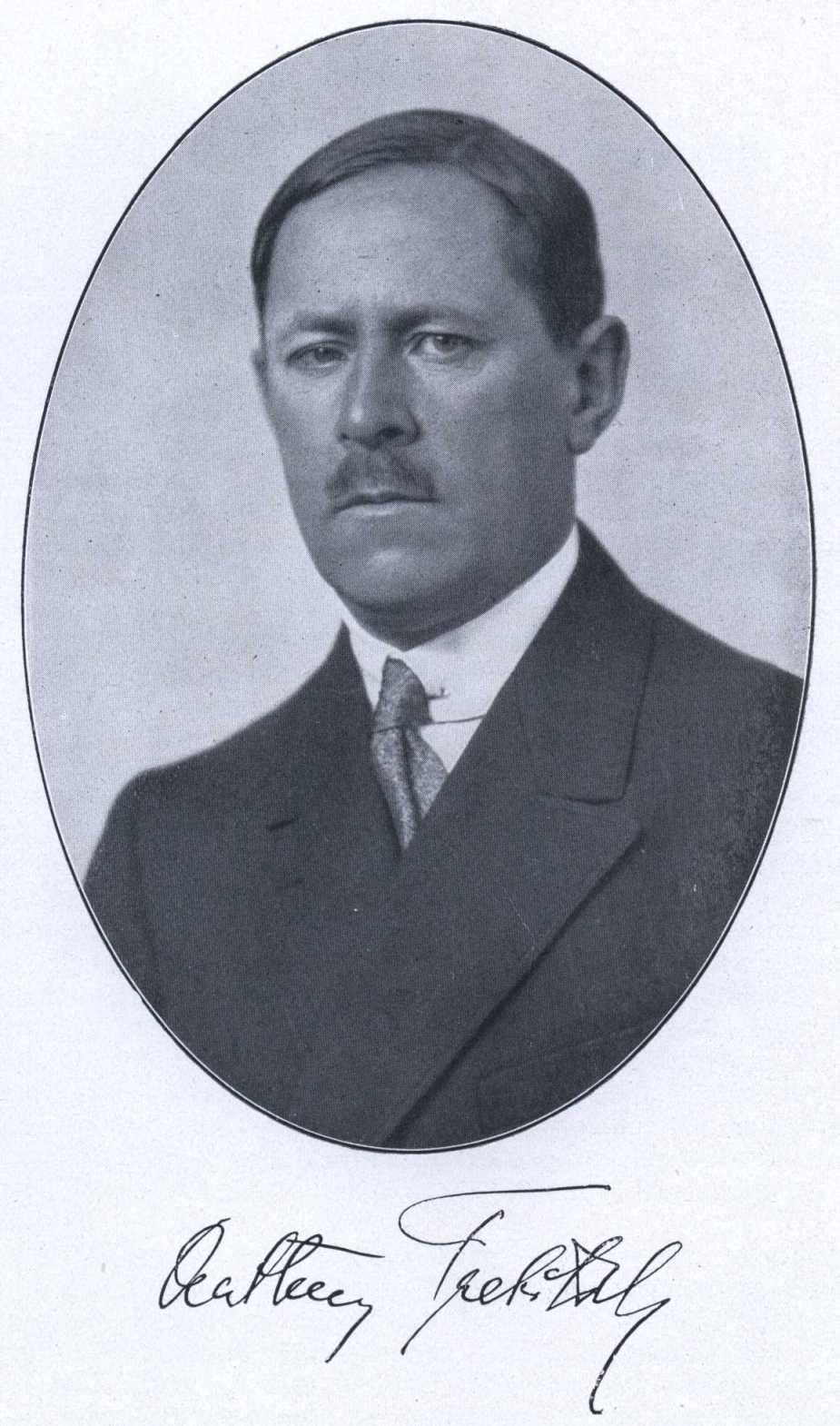
Arthur Trebitsch (1926)

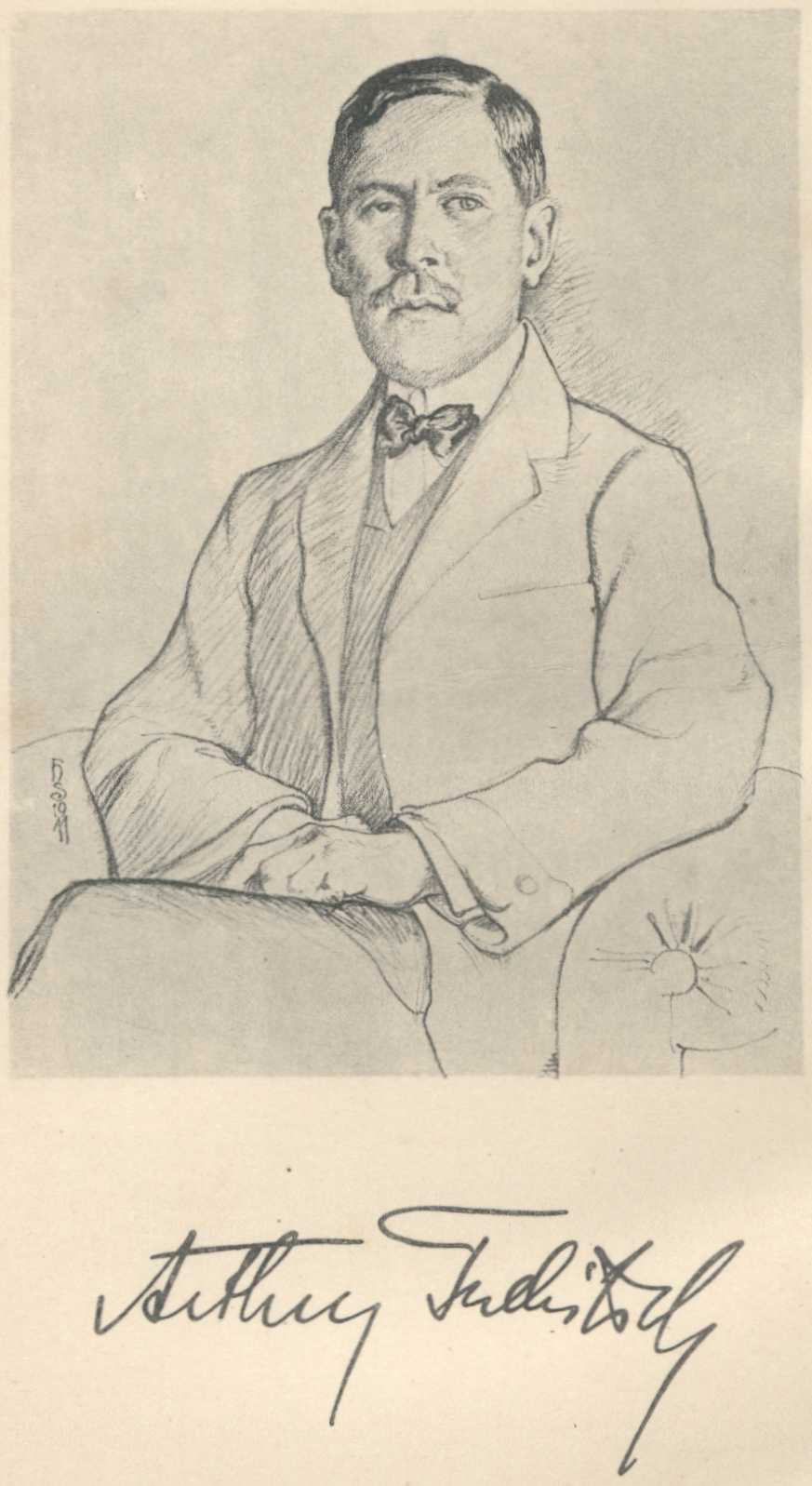
Arthur Trebitsch (1917)

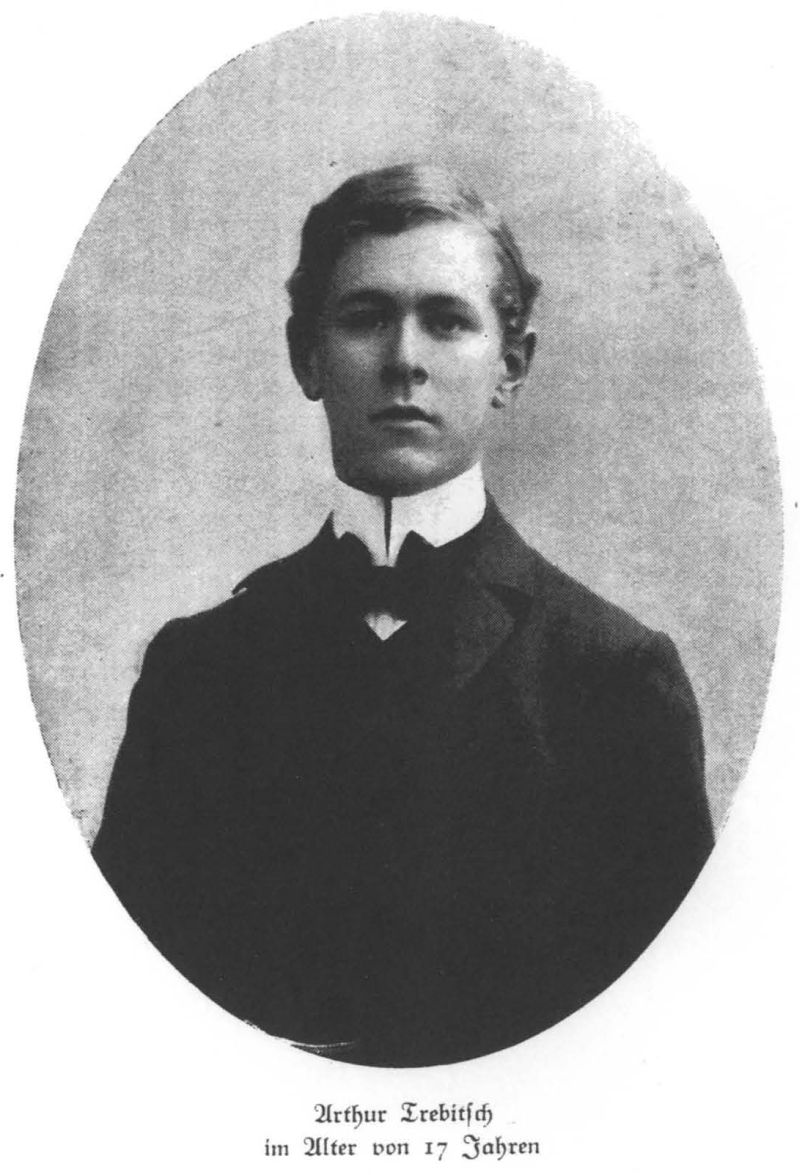
Arthur Trebitsch (1897)

Arthur Trebitsch (* 17. April 1880 in Wien; † 26. September 1927 in Eggersdorf bei Graz) war ein österreichischer Schriftsteller, Philosoph und Antisemit jüdischer Herkunft.

## Leben und Wirken
Arthur Trebitsch wurde 1880 als Sohn des vermögenden jüdischen Seidenindustriellen Leopold Trebitsch geboren. Sein älterer Halbbruder war der Schriftsteller Siegfried Trebitsch. Unter anderem durch den Einfluss seines Mitschülers und Jugendfreunds Otto Weininger sowie des Kulturphilosophen und Rassentheoretikers Houston Stewart Chamberlain, in dessen Wiener Zirkel er als junger Mann verkehrte, entwickelte sich Trebitsch zum radikalen Deutschnationalen und Antisemiten.
Als Jugendlicher und junger Mann bemühte Trebitsch sich äußerlich, den in Junggesellen seines Standes gesetzten gesellschaftlichen Erwartungen zu entsprechen. Während er sich als populärer Gesellschafter und Gastgeber profilierte und sich äußerlich in dieser Rolle auch wohlfühlte, sah er sich innerlich als Außenseiter und unverstandenen Philosophen. 1909 trat Trebitsch aus dem Judentum aus und wurde konfessionslos. Wie sein Halbbruder Siegfried versuchte er sich bereits früh als Schriftsteller, im Gegensatz zu diesem blieb er dabei aber erfolglos. Ein 1909 vollendeter Roman und ein 1910 fertiggestellter Band philosophischer Betrachtungen fanden keine Verleger; Trebitsch musste sie auf eigene Kosten im eigens gegründeten Antaios-Verlag publizieren. Trebitschs Verlag war nach dem Riesen Antaios aus der griechischen Sagenwelt benannt, dessen Geschichte sich als Mahnung zu Erd- und Volksverbundenheit des Denkens und der Kunst im völkischen Sinn deuten ließ und der eine entsprechende Rolle in Richard Wagners 1850 veröffentlichtem Aufsatz Das Kunstwerk der Zukunft gespielt hatte.
Trebitsch wurde sich schnell bewusst, dass die Öffentlichkeit ihn als Intellektuellen eher belächelte und selbst seine engere Umgebung ihn hauptsächlich wegen seines Wohlstands und seiner Großzügigkeit schätzte. Die ausbleibende Anerkennung, insbesondere die von Trebitsch als solche empfundene Niederlage gegenüber seinem Halbbruder und der Misserfolg eines Vortrags „Über den Denktrieb zur Einheit“ vor der Philosophischen Gesellschaft im März 1910 ließen ihn verbittern. Zusätzlich zu seiner immer weiter wachsenden Ablehnung des Judentums entwickelte Trebitsch nun auch Argwohn gegen das akademische Establishment und begann, Zeichen allgemeinen Verfolgungswahns zu zeigen. Einerseits publizierte Trebitsch unermüdlich weiter literarische und philosophische Schriften, andererseits strengte er mehr und mehr Prozesse an. Unter anderem betrieb er 1912 ein Verfahren gegen seinen Halbbruder und gegen den Kritiker Ferdinand Gregori, da diese eine seiner Novellen als „dilettantisch“ bzw. als „Schmarrn und Mist“ abqualifiziert hatten; der Prozess führte zu Trebitschs bisher schärfster öffentlicher Demütigung.
Der Ausbruch des Ersten Weltkriegs 1914 war für Trebitsch endgültiger Beweis für die Existenz der von ihm schon länger vermuteten „jüdischen Weltverschwörung gegen das deutsche Volk“. Von nun an widmete er den Großteil seiner publizistischen Tätigkeit der seiner Ansicht nach notwendigen moralischen Stärkung Deutschlands; ab 1919 zog er zusätzlich als eine Art Wanderprediger gegen das Judentum durch deutsche Städte. Mittlerweile ständig von der zwangsweisen Einlieferung in die Psychiatrie bedroht, hielt Trebitsch sich ab Anfang der 1920er Jahre für einen germanischen Helden im Stil des Nibelungenlieds und gelangte – bestärkt durch sein eigenes äußeres Erscheinungsbild als hochgewachsener blondhaariger Mann – zu der Überzeugung, die Vorsehung habe ihn zum Retter und Erlöser der nordischen Rasse bestimmt. Verschiedene Juden, denen dies bewusst sei, würden versuchen, ihn mit „elektrischen Strahlen zu vergiften“.
Trebitsch starb am 26. September 1927 in Eggersdorf bei Graz im Alter von 47 Jahren.

## Weltanschauung
Die philosophischen Werke Arthur Trebitschs enthalten hauptsächlich Variationen einiger damals gängiger Rassentheorien sowie der Gedanken Otto Weiningers. Trebitsch zufolge besteht die Menschheit aus einer intellektuell und charakterlich überlegenen Rasse von „Ariern“ und verschiedenen intellektuell unterlegenen, charakterlich minderwertigen Rassen von „Nichtariern“. Arier sind laut Trebitsch Träger der „männlichen“ oder „primären“ Lebensenergie und damit sämtlicher kultureller, künstlerischer, wirtschaftlicher und wissenschaftlicher Schöpfungskraft; Nichtarier sind Träger des „weiblichen“ oder „sekundären“ Prinzips und damit zu parasitären Nießbrauch von arischer Kulturleistung verdammt. Ähnlich wie andere Rassentheoretiker einen Gegensatz zwischen „Herrenmenschen“ und „Herdenmenschen“ postulieren, spricht Trebitsch vom Gegensatz zwischen „Schaffenden“ und „Raffenden“, zwischen arischer Bodenständigkeit und nichtarischer „Geschäftemacherei“.
In Übereinstimmung mit anderen Rassentheoretikern fasst Trebitsch Sprachfamilien als phylogenetische Einheiten auf. Er klassifiziert dabei im Wesentlichen alle Indogermanen als Arier, die Angehörigen praktisch aller anderen Sprachfamilien, vor allem Schwarzafrikaner, Ostasiaten und Semiten, als Nichtarier. Während Deutsche die Edelsten und Leistungsfähigsten unter den Ariern seien, so Trebitsch, seien Juden die gefährlichste und bösartigste Art unter den Nichtariern: Juden würden sich nicht mit einfachem Parasitentum begnügen, sondern gezielt auf die „Vergiftung“ und Unterjochung der Arier hinarbeiten. Politisch würde sich die „jüdische Gefahr“ zur Erlangung der von ihr angestrebten „Weltherrschaft“ vor allem der Sozialisten, der Freimaurer und der Kirche bedienen; kulturell würden Strömungen wie die Wiener Moderne und Theoriegebäude wie die Psychoanalyse Werkzeuge jüdischen Zersetzungswillens oder zumindest Symptome jüdischer Kulturunfähigkeit darstellen. Nur eine „germanische Weltordnung“ könne eine „gerechte Weltordnung“ sein; die Errichtung einer solchen setze zuerst und vor allem den Sieg über den „morbus judaicus“ voraus.
Wie in Weiningers Werk nimmt auch bei Trebitsch die Sexualität einen breiten Raum ein. Anders als Weininger ist Trebitsch an der Erhaltung der arischen Rasse interessiert, lehnt Sexualität daher nicht grundsätzlich ab und erhebt keine Forderung nach Enthaltsamkeit. Anders als Weininger ist Trebitsch auch nicht so pathologisch misogyn, dass er allen Frauen unbewussten Männerhass unterstellen oder Weiblichkeit zwanghaft mit Laster, Triebhaftigkeit und Zerstörung identifizieren würde. Er legt aber großen Wert auf die Feststellung, dass nur Arier zu „sittlicher“ Lebensführung begabt seien und „alle Sinnlichkeit zu Tat und Arbeit zu vergeistigen“ wüssten; Nichtarier und hier wiederum insbesondere Juden seien hingegen veranlagungsbedingt amoralisch und „erotoman“.

## Trebitsch und Hitler
Obwohl Trebitsch Anfang der 1920er begann, sich für den gottgesandten Retter des Deutschtums zu halten und eine Zeit lang entsprechend verlangte, als Führer der deutschnationalen Bewegung anerkannt zu werden, gewährte er Adolf Hitlers 1920 formierten Nationalsozialistischen Deutschen Arbeiterpartei (NSDAP) früh großzügige finanzielle Unterstützung. Trebitsch lernte Hitler und Dietrich Eckart persönlich kennen. Augenzeugen zufolge wurde Trebitsch in Hitlers Umgebung nicht ernst genommen; Hitler selbst bekundete allerdings noch Jahre später eine an Verehrung grenzende Achtung für Trebitsch: Noch 1935 empfahl er einem Bekannten: „Lesen Sie jeden Satz, den er geschrieben hat. Er hat die Juden entlarvt wie keiner.“
Hitlers Respekt für Trebitsch ging ferner so weit, dass er sich zeitweilig ernsthafte Gedanken über die von Trebitsch befürchtete Unterwanderung der NSDAP durch die „Schlangen der Zionisten“ machte und die von Trebitsch geforderte Entmachtung von Parteigrößen wie Robert Ley, Hans Frank, Alfred Rosenberg, Julius Streicher oder Gregor Strasser zumindest Trebitsch selbst gegenüber nicht von vornherein ausschließen wollte. Obwohl Hitler Trebitsch schon in den 1920ern wieder aus den Augen verlor und von dessen Tod 1927 erst ein rundes Jahrzehnt später erfahren zu haben scheint, soll er den Schriftsteller einige Jahre lang sogar als potentiellen hohen Parteifunktionär ins Auge gefasst haben. Hamann vermerkt beispielsweise, dass Hitler erwogen habe, Trebitsch anstelle von Rosenberg mit dem Amt zur Überwachung der weltanschaulichen Schulung zu betrauen.

## Werke

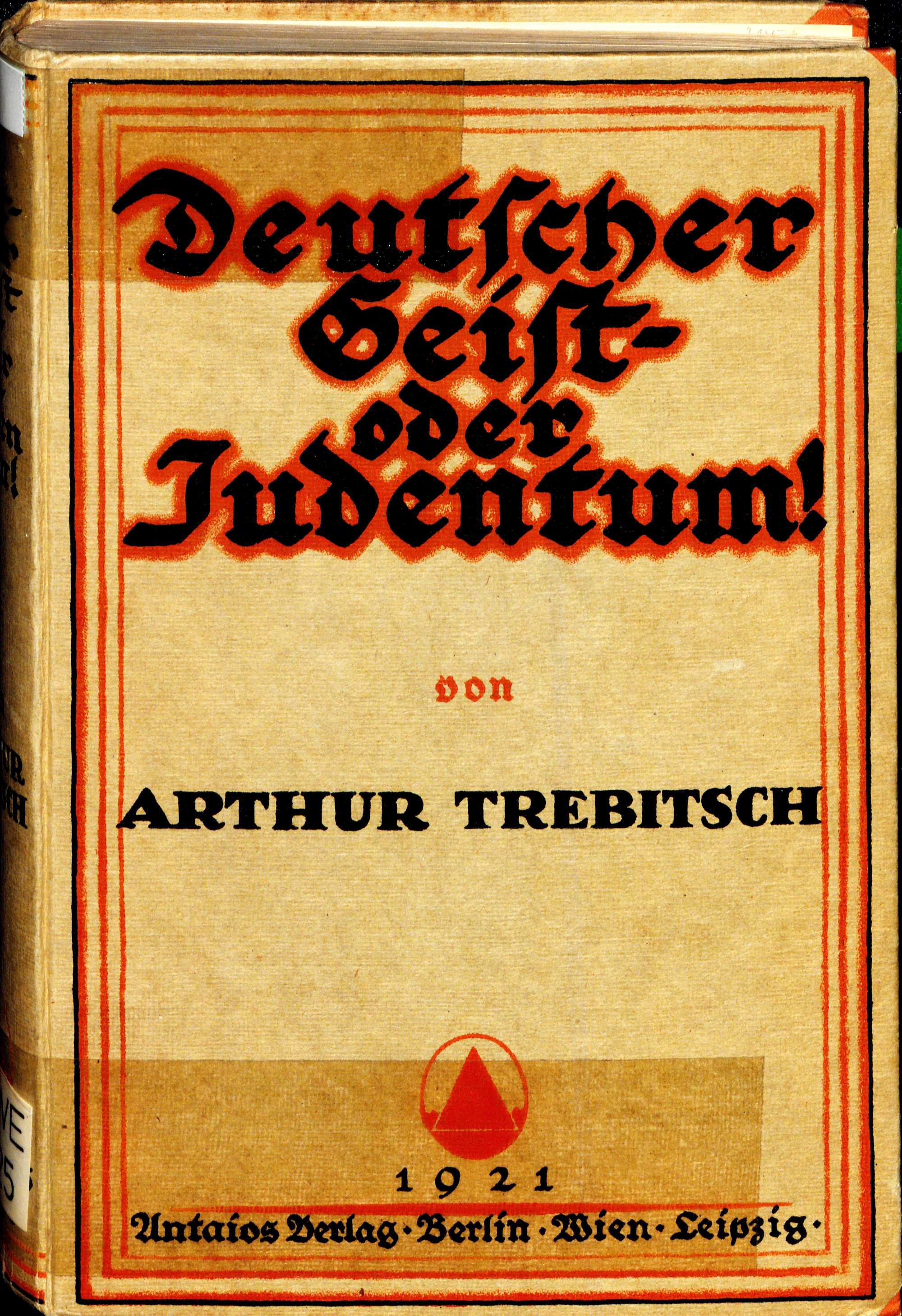
Deutscher Geist – oder Judentum! (1921)

- Galileo Galilei. Ein Trauerspiel in fünf Akten. Wien 1901; 2. Auflage Antaios-Verlag, Berlin 1920.
- Aus Max Dorns Werdegang. Ein Lebensabschnitt. 1909; 2. Auflage Antaios-Verlag, Wien/Leipzig, 1920.
- Der Fall Ferdinand Gregori und Siegfried Trebitsch. Ein Beitrag zur deutschen Literaturgeschichte unserer Zeit. Bachmair, München 1914.
- Erkenntnis und Logik. Braumüller, Wien 1917.
- Friedrich der Große. Ein offener Brief an Thomas Mann. Wilhelm Borngräber Verlag, Berlin 1916; Antaios-Verlag, Wien/Leipzig 1916.
- Gespräche und Gedankengänge. Wilhelm Borngräber Verlag, Berlin 1916; 2. Auflage Antaios-Verlag, Wien/Leipzig 1920.
- Seitenpfade. Ein Buch Verse. Wilhelm Borngräber Verlag, Berlin 1917; 2. Auflage Antaios-Verlag, Wien/Leipzig 1920.
- Geist und Leben. Wilhelm Borngräber Verlag, Berlin 1917; Antaios-Verlag, Berlin/Wien 1921.
- Aus des Ratsherrn Johannes Teufferius Lebensbeschreybung. Antaios-Verlag, Wien/Leipzig 1920.
- Nikolaus Lenaus geistiges Vermächtnis. Antaios-Verlag, Wien/Leipzig 1920.
- Wir Deutsche aus Österreich. Ein Weckruf. Antaios-Verlag, Wien/Leipzig 1921.
- Zur Förderung der Persönlichkeiten. Wilhelm Borngräber Verlag, Berlin 1917; Antaios-Verlag, Wien/Leipzig 1920.
- Drei Vorträge mit Zwischenstücken. Die erste Darstellung der erkenntniskritischen Grundgedanken des Verfassers. Wilhelm Borngräber Verlag, Berlin 1917; Antaios-Verlag, Wien/Leipzig 1920.
- Deutscher Geist – oder Judentum. Der Weg der Befreiung. Verlag Ed. Strache, Berlin/Wien/Leipzig 1919; Antaios-Verlag, Berlin 1921.
- Geist und Judentum. Verlag Ed. Strache, Wien/Leipzig 1919.
- Deutscher Geist aus Österreich. Ausgewählte dichterische Deutschtumsbekenntnisse. Antaios-Verlag, Berlin/Leipzig 1920.
- Wort und Leben. Eine grundlegende Untersuchung. Antaios-Verlag, Berlin 1920.
- Die böse Liebe. Novellen. Verlag Ed. Strache, Wien 1920.
- Die Geschichte meines „Verfolgungswahnes“. Antaios-Verlag, Wien/Leipzig 1923.
- Arische Wirtschaftsordnung. Eine grundlegende Untersuchung. Antaios-Verlag, Wien/Leipzig 1925.
- Der Dichter, der Denker, der Redner, der Arier. Antaios-Verlag, Leipzig 1926.
- Der brennende Mensch. Antaios-Verlag, Leipzig 1930 (aus seinem Nachlass).

Trebitschens Schriften Geist und Judentum sowie Arische Wirtschaftsordnung wurden nach Ende des Zweiten Weltkrieges in der Sowjetischen Besatzungszone auf die Liste der auszusondernden Literatur gesetzt, auf der sich auch das von Rudolf Linke, Arnold Ruge, Franz Demmel und Theodor Fritsch junior verfasste Arthur Trebitsch: Der Dichter, der Denker, der Redner, der Arier (Antaios-Verlag, Leipzig 1926) befand. In der Deutschen Demokratischen Republik kam auf diese Liste noch Trebitschens Deutscher Geist — oder Judentum.

## Galerie

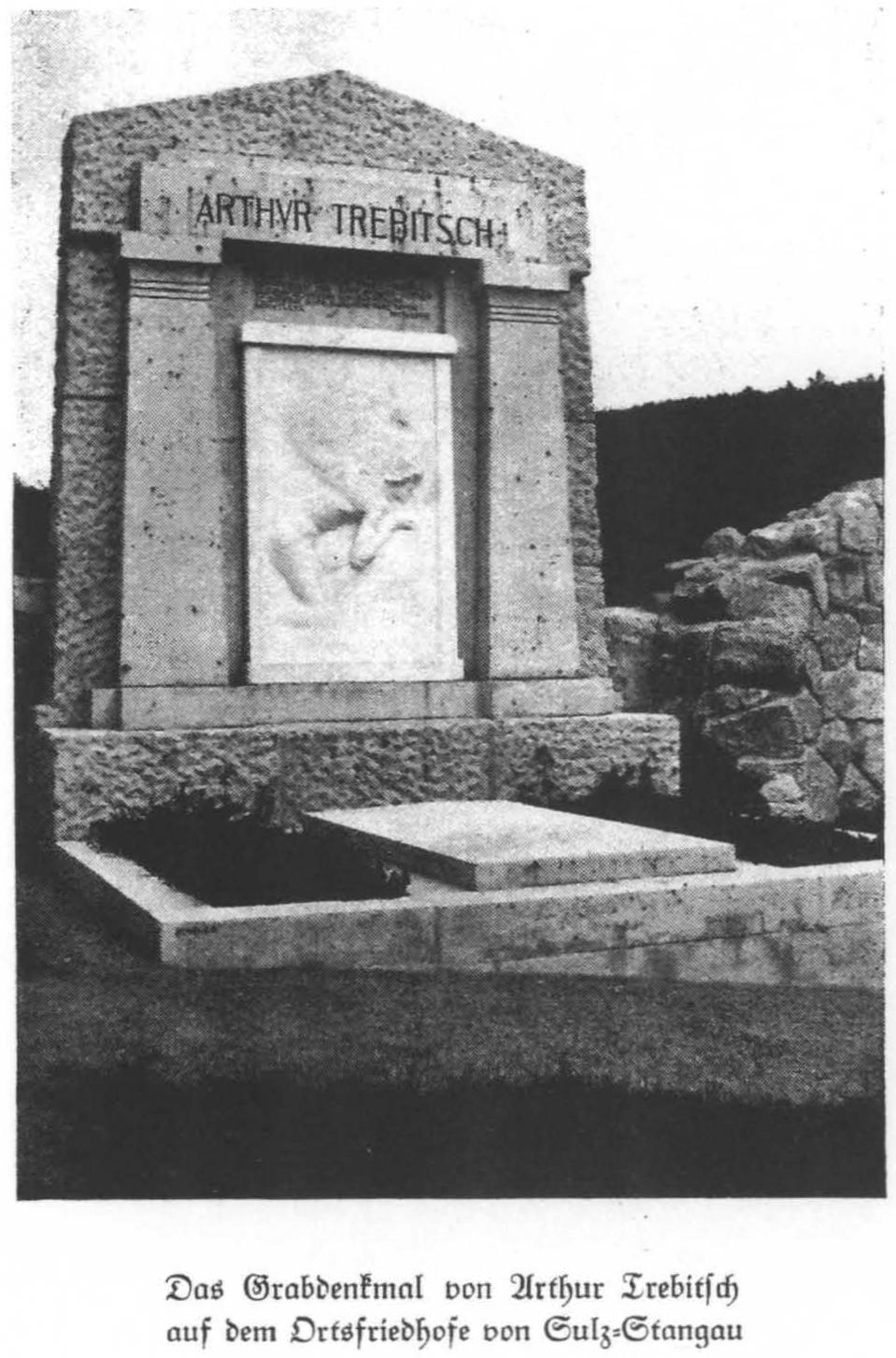
Grabdenkmal auf dem Ortsfriedhof in Sulz-Stangau (1930).
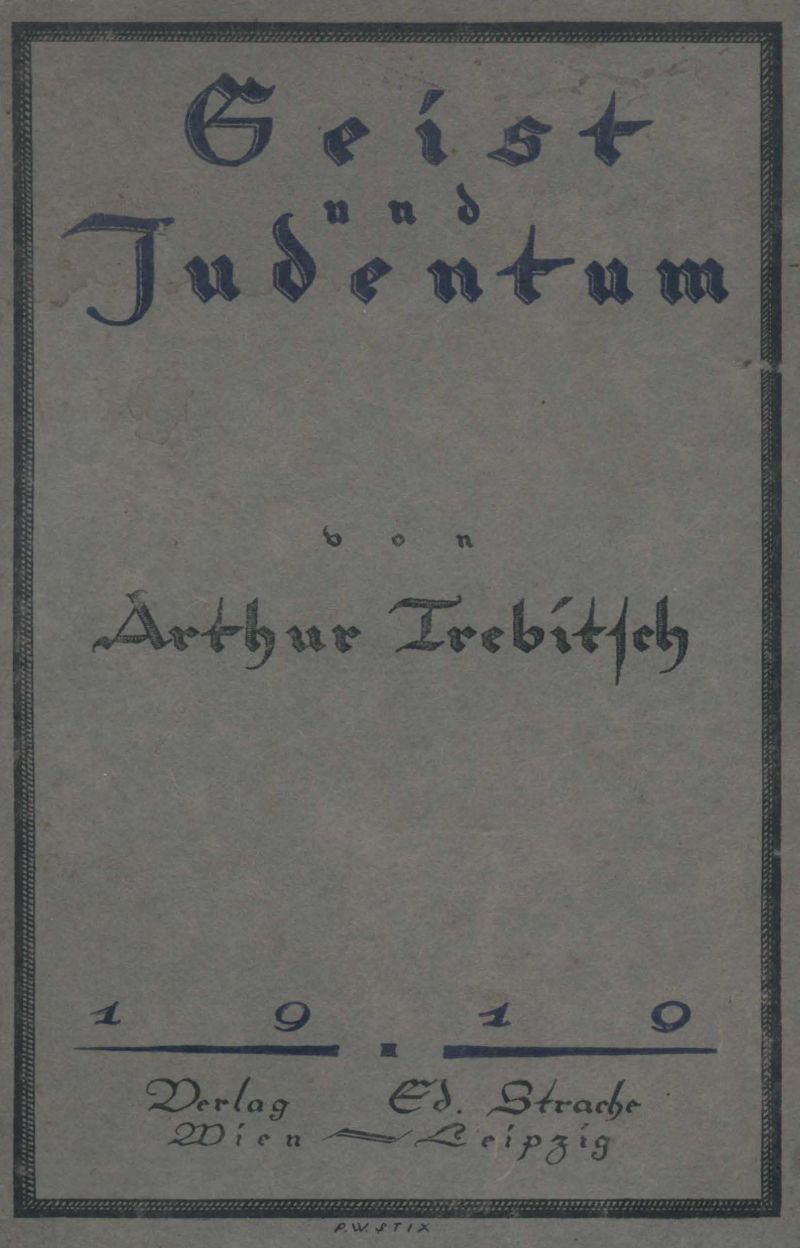
Titelbild des Buches Geist und Judentum (1919).
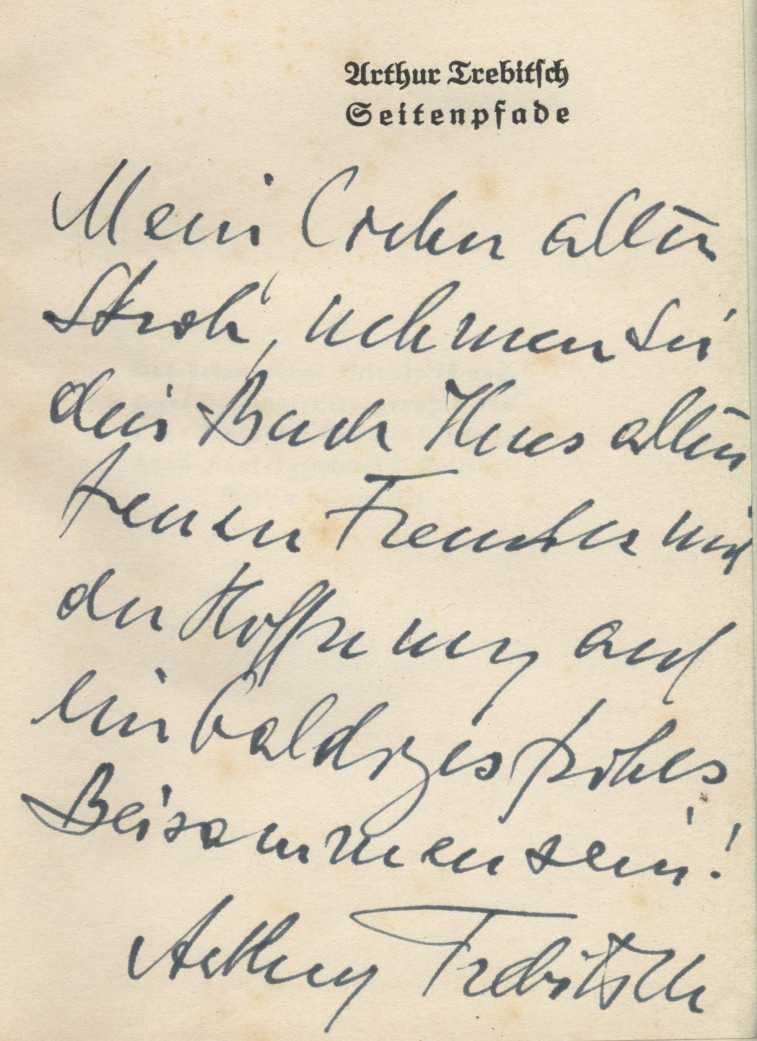
Handschriftliche Widmung im Buch Seitenpfade (1917).
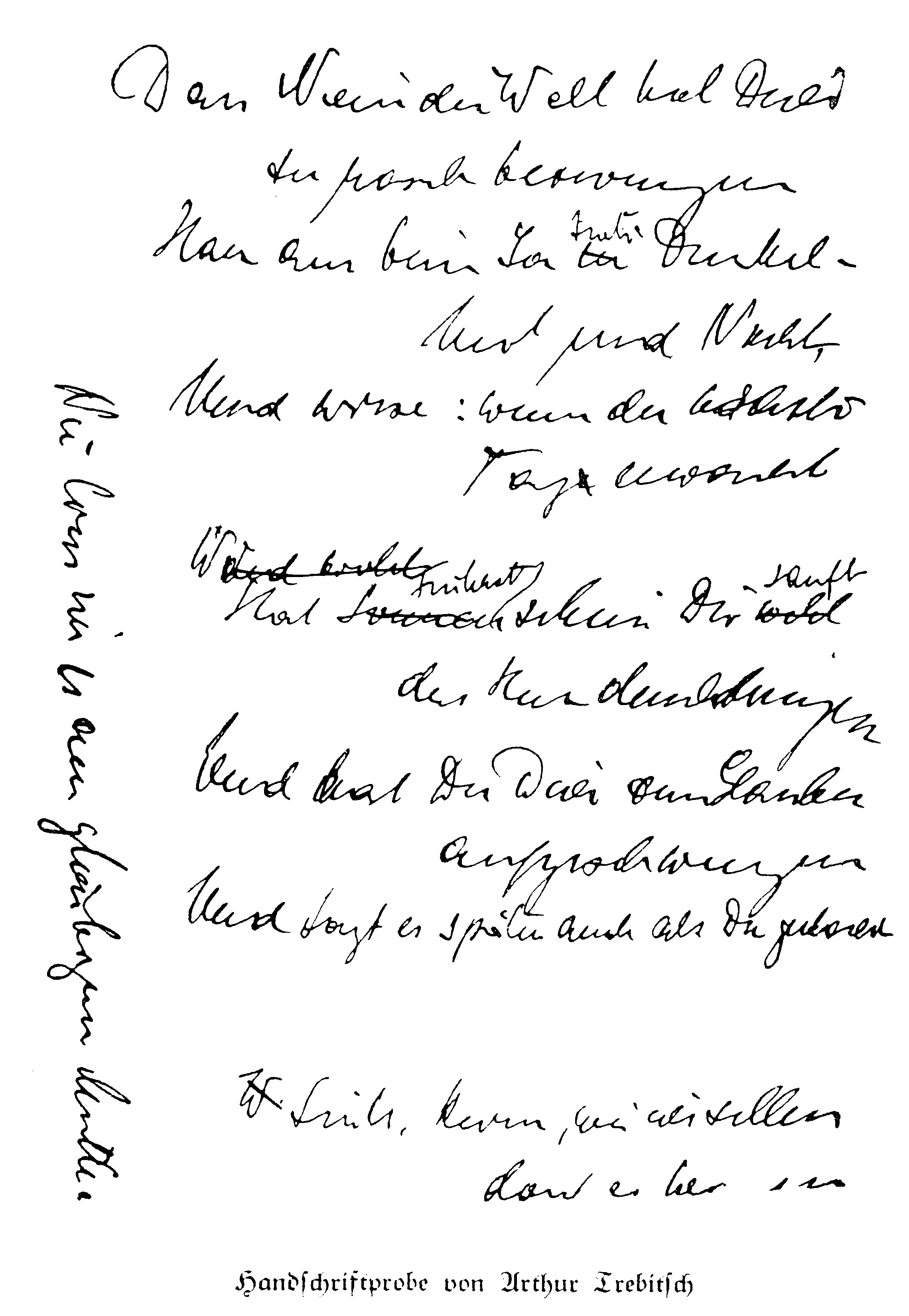
Handschriftprobe, aus seinem Nachlass (1930).